# عمر براون (منافس ألعاب قوى)
عمر براون (بالإنجليزية: Omar Brown) هو منافس ألعاب قوى جامايكي، ولد في 21 يونيو 1982 في أبرشية تريلاوني في جامايكا.

## وصلات خارجية
- عمر براون على موقع الاتحاد الدولي لألعاب القوى (الإنجليزية)